# Campionato del mondo rally 2018
Il campionato del mondo rally 2018 è stata la 46ª edizione del campionato del mondo rally e si è svolto dal 25 gennaio al 18 novembre 2018.
Le squadre e gli equipaggi hanno gareggiato in tredici eventi e sono assegnati i titoli iridati piloti, co-piloti e costruttori. Gli equipaggi erano liberi di competere in auto conformi ai regolamenti World Rally Car e Gruppo R. La serie venne ancora una volta supportata dai campionati World Rally Championship-2 e World Rally Championship-3 a ogni appuntamento, e dal Junior World Rally Championship a turni selezionati.
Hanno partecipato al campionato gli stessi team che si erano contesi il titolo nel 2017, ovvero M-Sport con la Ford Fiesta WRC, Toyota con la Yaris WRC, la cui gestione è stata nuovamente affidata alla squadra Toyota Gazoo Racing, Citroën con la C3 WRC e Hyundai con la i20 Coupe WRC.
Sébastien Ogier e Julien Ingrassia erano i campioni in carica dopo aver conquistato il quinto titolo consecutivo nella passata stagione al 73º Wales Rally GB. La M-Sport, il team per cui hanno guidato per il 2017, era a sua volta il campione in carica per i costruttori. Per i francesi la stagione 2018 ha visto la riconferma dei titoli piloti e co-piloti per la sesta volta consecutiva, mentre il campionato marche è stato invece conquistato della squadra ufficiale Toyota, diretta da Tommi Mäkinen, alla quarta affermazione della sua storia nel mondiale costruttori, che mancava alla scuderia giapponese dal 1999. I titoli sono stati tutti vinti all'ultima gara, il Rally d'Australia.
Il campionato WRC-2 è stato vinto dalla coppia ceca composta da Jan Kopecký e Pavel Dresler alla guida di una Škoda Fabia R5 della scuderia ufficiale Škoda Motorsport, vincitrice del titolo a squadre, i quali si sono aggiudicati il titolo cadetto alla vigilia del Rally di Catalogna, penultimo appuntamento della stagione.
Il titolo WRC-3 è invece andato alla coppia italiana formata da Enrico Brazzoli e Luca Beltrame su Peugeot 208 R2, conquistato al termine del Rally di Catalogna.
Il pilota svedese Emil Bergkvist e il suo connazionale Johan Johansson (appartenenti a equipaggi differenti) si sono infine aggiudicati il mondiale piloti e copiloti Junior WRC, conquistandolo all'ultima gara in Turchia.

## Calendario

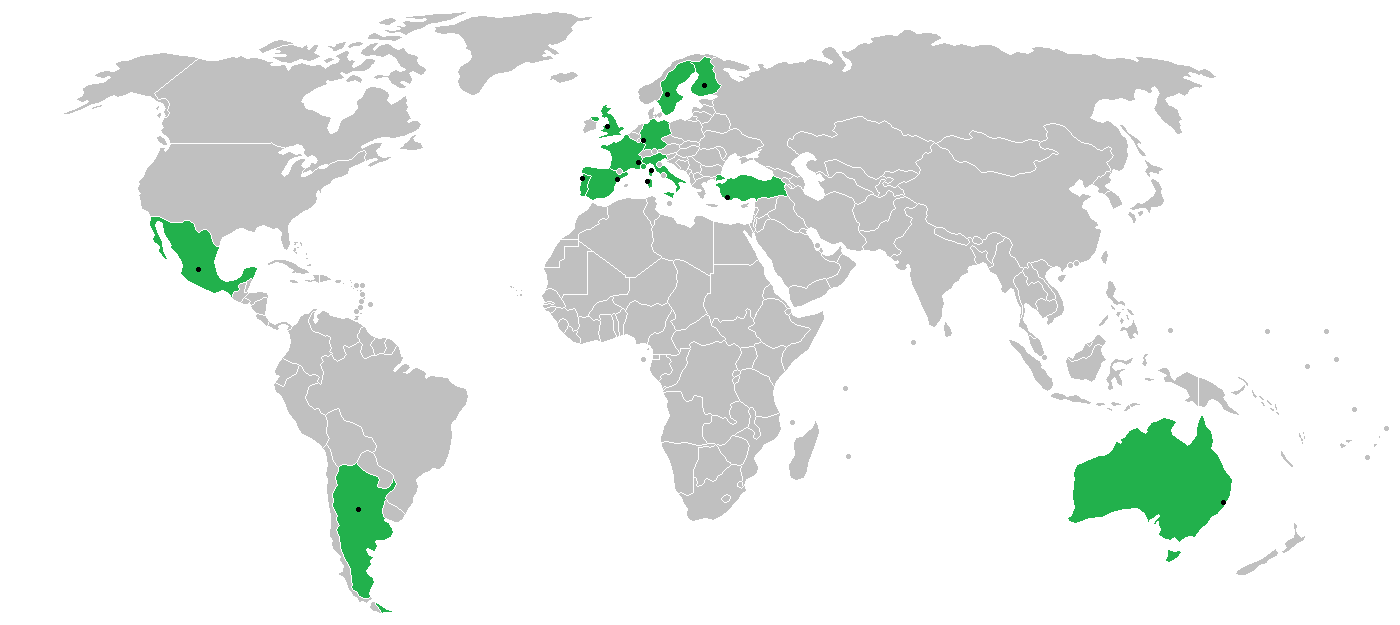
Mappa che illustra le sedi di gara del mondiale 2018

Il campionato, con i suoi tredici appuntamenti, toccò Europa, America e Oceania.
| Tappa | Data            | Rally                                      | Luogo                               | Superficie       |
| ----- | --------------- | ------------------------------------------ | ----------------------------------- | ---------------- |
| 1     | 25-28 gennaio   | 86ème Rallye Automobile de Monte-Carlo     | Gap, Hautes-Alpes                   | Neve/asfalto     |
| 2     | 15-18 febbraio  | 66th Rally Sweden                          | Karlstad, Värmland                  | Neve             |
| 3     | 8-11 marzo      | 15º Rally Guanajuato Corona México         | León, Guanajuato                    | Sterrato         |
| 4     | 5-8 aprile      | 61ème CORSICA Linea Tour de Corse          | Bastia, Corsica                     | Asfalto          |
| 5     | 26-29 aprile    | 38º YPF Rally Argentina                    | Villa Carlos Paz, Córdoba           | Sterrato         |
| 6     | 17-20 maggio    | 52º Vodafone Rally de Portugal             | Matosinhos, Região Norte            | Sterrato         |
| 7     | 7-10 giugno     | 15º Rally Italia Sardegna                  | Alghero, Sardegna                   | Sterrato         |
| 8     | 26-29 luglio    | 68th Neste Rally Finland                   | Jyväskylä, Finlandia centrale       | Sterrato         |
| 9     | 16-19 agosto    | 36. ADAC Rallye Deutschland                | Bostalsee, Renania-Palatinato       | Asfalto          |
| 10    | 13-16 settembre | 11th Marmaris Rally Turkey                 | Marmaris, Regione dell'Egeo         | Sterrato         |
| 11    | 4-7 ottobre     | 74th Dayinsure Wales Rally GB              | Deeside, Galles                     | Sterrato         |
| 12    | 25-28 ottobre   | 54º Rally RACC Catalunya - Rally de España | Salou, Catalogna                    | Asfalto/sterrato |
| 13    | 15-18 novembre  | 27th Kennards Hire Rally Australia         | Coffs Harbour, Nuovo Galles del Sud | Sterrato         |

### Cambiamenti nel calendario
La FIA decise di togliere dal calendario 2018 il Rally di Polonia per le difficoltà incontrate da parte degli organizzatori nel controllare l'afflusso e il comportamento degli spettatori, ritenuto troppo pericoloso, durante l'edizione 2017; l'appuntamento polacco già nel 2015 aveva ricevuto un cartellino giallo (ammonizione formale) dalla Federazione per motivi legati alla sicurezza, venendo quindi cancellato dal calendario 2018. Al suo posto è stato inserito il Rally di Turchia, al ritorno nel mondiale a 8 anni dalla sua ultima presenza, che fu nella stagione 2010. Vennero inoltre invertiti gli appuntamenti del Rally di Gran Bretagna e del Rally di Spagna.

## Cambiamenti nel regolamento

### Regolamento sportivo
Rispetto alla precedente stagione, nel 2018 vennero apportate alcune modifiche nel regolamento sportivo, di seguito le principali:
- Venne abolita la regola secondo cui le scuderie private o singoli equipaggi non potevano iscrivere alle gare iridate le vetture in configurazione 2017 con il proprio nome; nel 2017 infatti esse potevano essere schierate soltanto dai costruttori ufficiali.[8][9]
- Venne abolito il Trofeo WRC per piloti e co-piloti, che era dedicato agli equipaggi alla guida di vetture WRC con specifiche tecniche 2016 o precedenti. Tali equipaggi potranno continuare a concorrere alla classifiche piloti e co-piloti generali.[8][9]
- Il campionato WRC-2 sarà sempre costituito da sette eventi (di cui soltanto i migliori sei risultati verranno conteggiati per la classifica finale) ma non vi saranno più appuntamenti obbligatori per gli equipaggi, che potranno quindi scegliere liberamente le gare a cui partecipare tra le 13 totali in programma.[9]
- Il campionato Junior WRC sarà costituito da cinque appuntamenti definiti (nel 2017 erano sei), l'ultimo dei quali, il Rally di Turchia, assegnerà un punteggio doppio.[9][10]
- Pirelli si affiancherà a Michelin e DMACK nella fornitura degli pneumatici e sarà inoltre il fornitore ufficiale della serie Junior WRC.[9]

## Squadre e piloti
Erano al via del campionato gli stessi quattro costruttori protagonisti della precedente stagione:

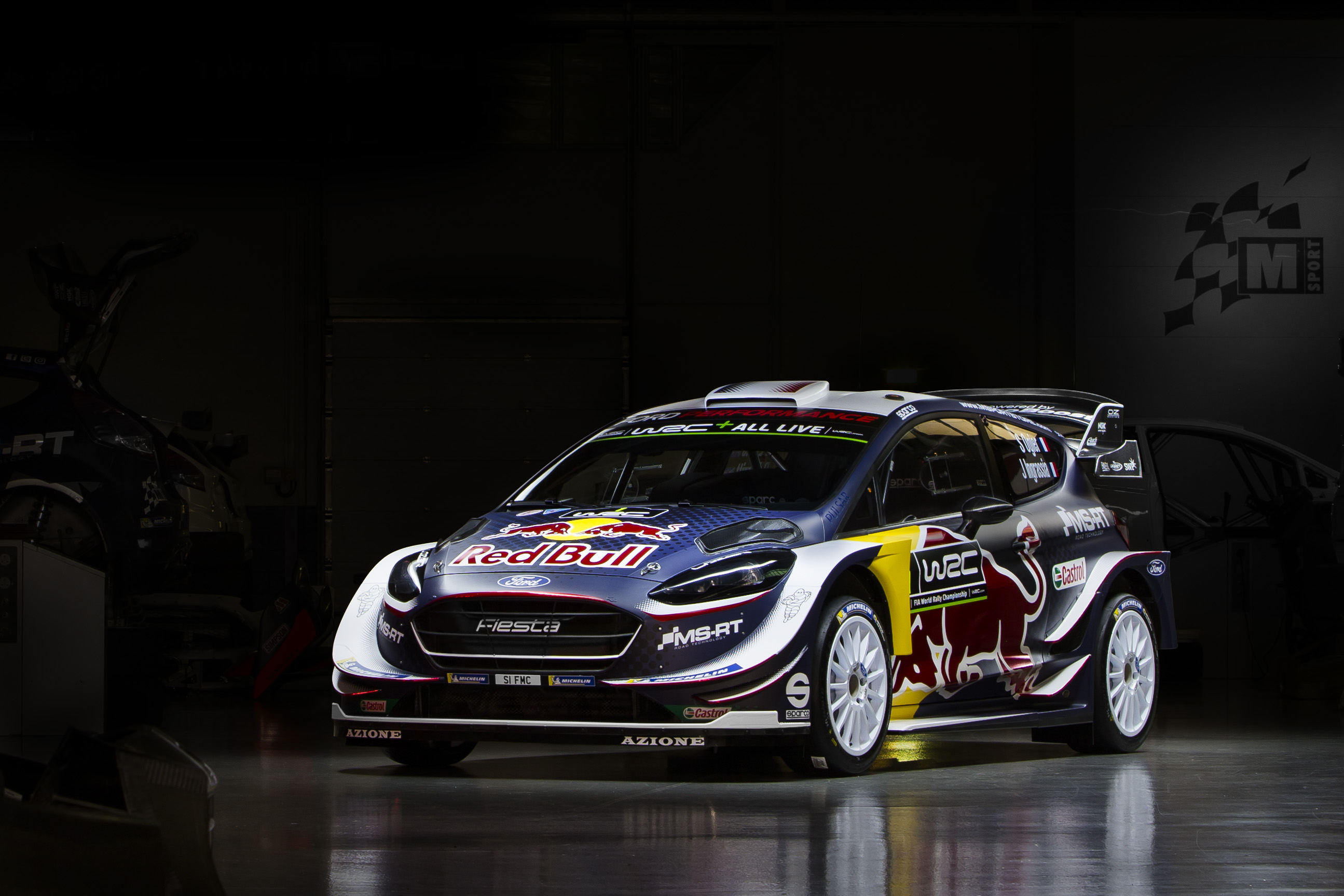
La Ford Fiesta WRC nella versione 2018

- M-Sport Ford World Rally Team: la scuderia britannica venne supportata nello sviluppo della Ford Fiesta WRC dalla casa madre Ford, la quale dichiarò di voler aumentare il proprio coinvolgimento per la nuova stagione, testimoniato anche dall'inserimento del proprio nome nella denominazione ufficiale del team[11]; soprattutto grazie a questo Malcolm Wilson, titolare della M-Sport, riuscì a rinnovare il contratto al campione del mondo in carica Sébastien Ogier che venne inoltre affiancato per tutto l'anno dal gallese Elfyn Evans, promosso a seconda guida ufficiale[12]; il finlandese Teemu Suninen disputò undici appuntamenti iridati con la terza Fiesta WRC[13] mentre al Rally di Monte Carlo e al Tour de Corse la vettura numero 3 fu affidata all'asfaltista francese Bryan Bouffier[14].

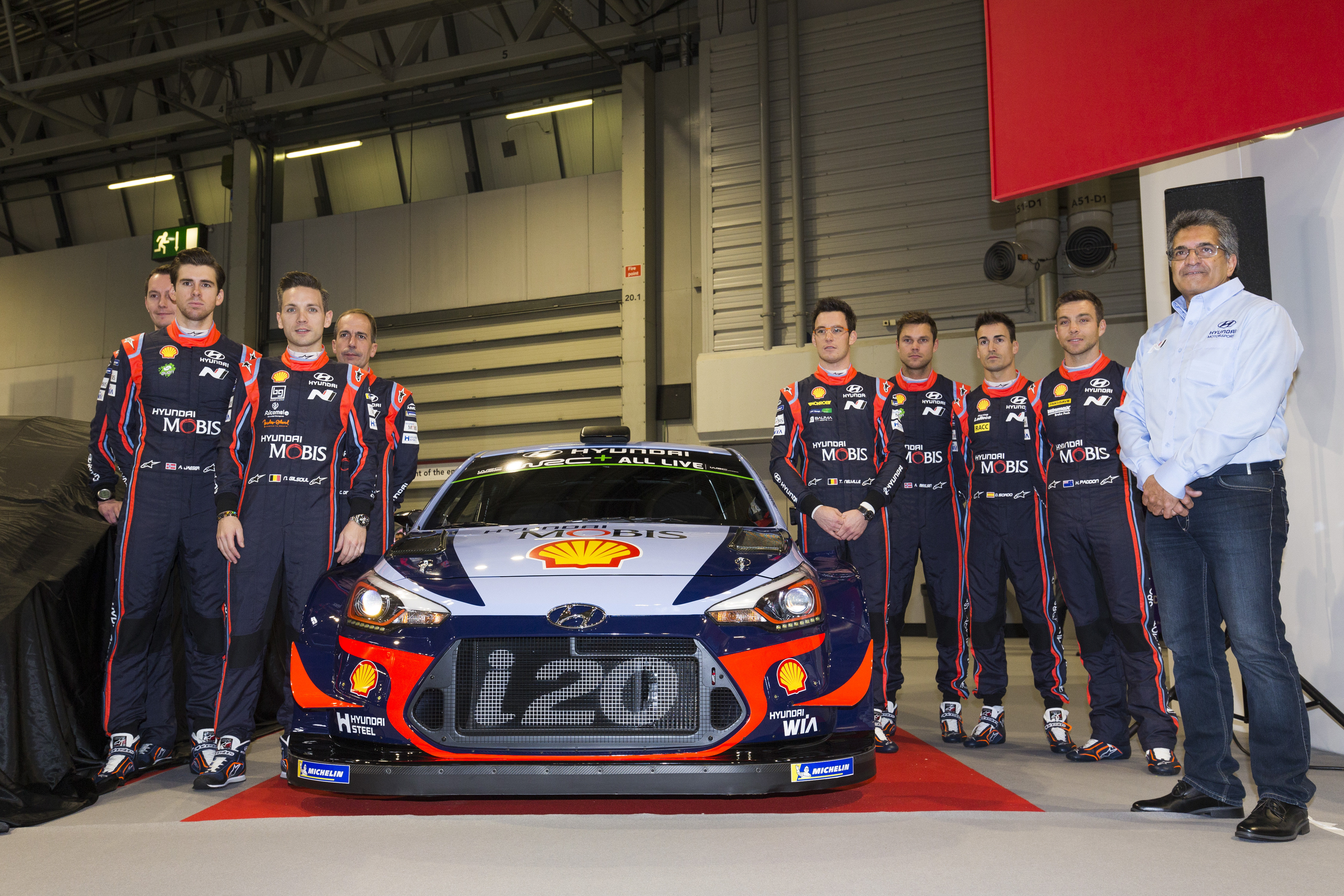
Presentazione ufficiale della squadra Hyundai Motorsport per la stagione 2018

- Hyundai Shell Mobis WRT: la Hyundai confermò come prime guide per il 2018 il norvegese Andreas Mikkelsen e il belga Thierry Neuville, reduci dall'ottima stagione disputata con la factory sudcoreana, e disputarono quindi tutti e 13 gli appuntamenti in programma. Il neozelandese Hayden Paddon e lo spagnolo Dani Sordo (navigato in questa stagione da Carlos del Barrio) dovettero invece dividersi il volante della terza i20 Coupe WRC[15].

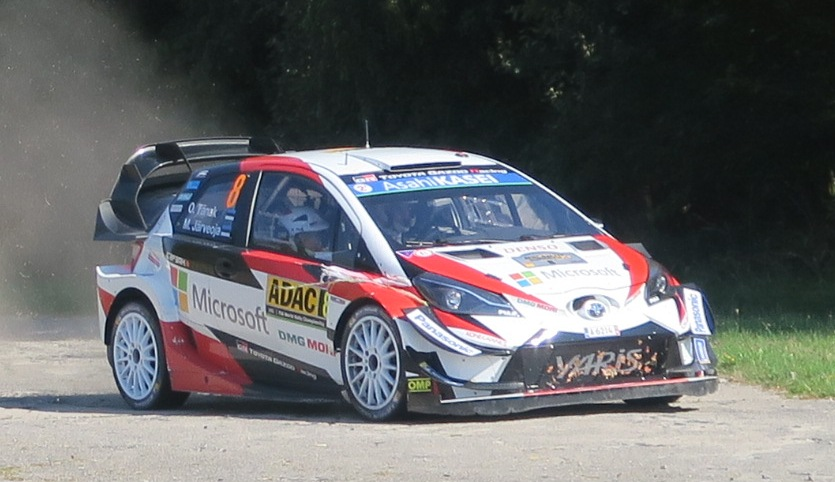
La Toyota Yaris WRC guidata da Ott Tänak durante il Rally di Germania 2018

- Toyota Gazoo Racing WRT: la casa giapponese, rientrata nel mondiale WRC nella precedente stagione dopo un'assenza di 18 anni, continò ad affidare le proprie vetture alla scuderia Toyota Gazoo Racing, diretta dall'ex-campione Tommi Mäkinen, che da quest'anno spostò la propria sede in Estonia. A ottobre del 2017 Toyota ingaggiò il pilota estone Ott Tänak, proveniente dalla M-Sport e vincitore di due prove del mondiale 2017, che si affiancò quindi ai finlandesi Jari-Matti Latvala ed Esapekka Lappi, confermati per tutta la stagione alla guida della Yaris WRC[16].

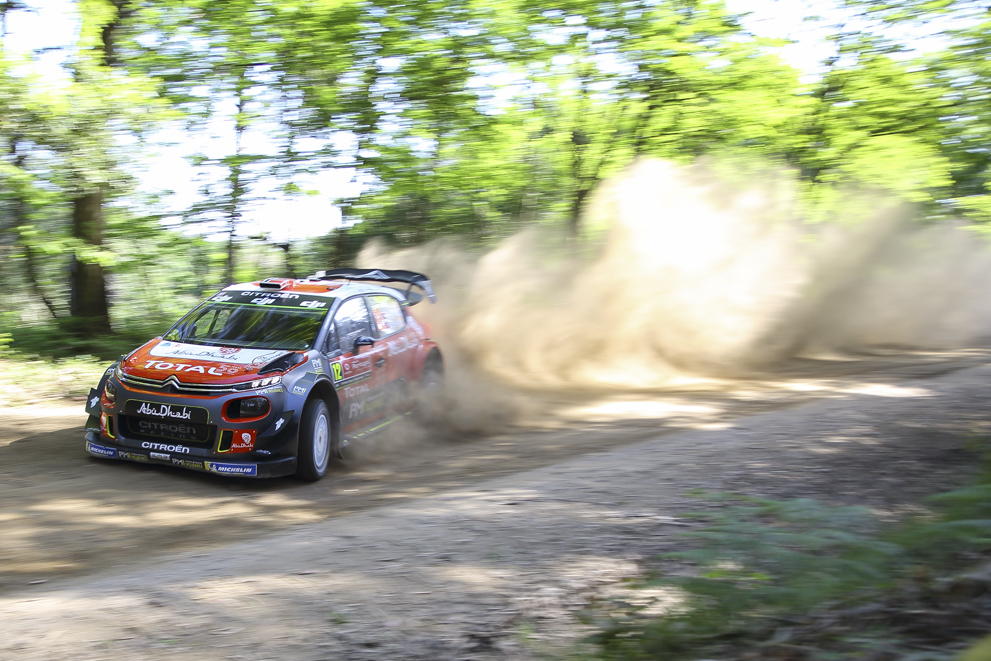
La Citroën C3 WRC guidata da Mads Østberg durante il Rally del Portogallo 2018

- Citroën Total Abu Dhabi WRT: il marchio francese, anch'esso rientrato ufficialmente nel mondiale 2017 dopo un 2016 disputato in veste non ufficiale, confermò inizialmente per tutta la stagione il britannico Kris Meeke, mentre l'irlandese Craig Breen, anch'egli rinnovato per il 2018, dovette però cedere la propria C3 WRC al rientrante Sébastien Loeb in tre appuntamenti iridati: il Rally del Messico, il Tour de Corse e il Rally di Spagna[17]. Una terza vettura venne lasciata a disposizione dell'emiratino Khalid Al-Qassimi a eventi selezionati mentre in Svezia e in Portogallo essa è stata affidata al norvegese Mads Østberg[18][19]. Circa una settimana dopo il termine del rally del Portogallo i vertici Citroën annunciarono che Kris Meeke non avrebbe più gareggiato per il team francese per il resto della stagione 2018, decisione maturata in seguito all'incidente occorso al britannico nell'appuntamento portoghese[20]. Il suo posto venne preso proprio da Mads Østberg ingaggiato ufficialmente dal Raly d'Italia-Sardegna in poi[21]. Nel Rally di Spagna fu Østberg (anziché Breen) a cedere la propria vettura a Sébastien Loeb.

### Iscritti WRC
| Squadre iscritte al campionato costruttori         | Squadre iscritte al campionato costruttori | Squadre iscritte al campionato costruttori | Squadre iscritte al campionato costruttori | Squadre iscritte al campionato costruttori | Squadre iscritte al campionato costruttori | Squadre iscritte al campionato costruttori | Squadre iscritte al campionato costruttori |
| Costruttori                                        | Auto                                       | Squadre                                    | Pneumatici                                 | N°                                         | Piloti                                     | Copiloti                                   | Gare                                       |
| -------------------------------------------------- | ------------------------------------------ | ------------------------------------------ | ------------------------------------------ | ------------------------------------------ | ------------------------------------------ | ------------------------------------------ | ------------------------------------------ |
| Ford                                               | Ford Fiesta WRC                            | M-Sport Ford World Rally Team              | M                                          | 1                                          | Sébastien Ogier                            | Julien Ingrassia                           | Tutte                                      |
| Ford                                               | Ford Fiesta WRC                            | M-Sport Ford World Rally Team              | M                                          | 2                                          | Elfyn Evans                                | Daniel Barritt                             | 1–3, 5–13                                  |
| Ford                                               | Ford Fiesta WRC                            | M-Sport Ford World Rally Team              | M                                          | 2                                          | Elfyn Evans                                | Phil Mills                                 | 4                                          |
| Ford                                               | Ford Fiesta WRC                            | M-Sport Ford World Rally Team              | M                                          | 3                                          | Bryan Bouffier                             | Xavier Panseri                             | 1, 4                                       |
| Ford                                               | Ford Fiesta WRC                            | M-Sport Ford World Rally Team              | M                                          | 3                                          | Teemu Suninen                              | Mikko Markkula                             | 2–3, 5–13                                  |
| Hyundai                                            | Hyundai i20 Coupe WRC                      | Hyundai Shell Mobis WRT                    | M                                          | 4                                          | Andreas Mikkelsen                          | Anders Jæger                               | Tutte                                      |
| Hyundai                                            | Hyundai i20 Coupe WRC                      | Hyundai Shell Mobis WRT                    | M                                          | 5                                          | Thierry Neuville                           | Nicolas Gilsoul                            | Tutte                                      |
| Hyundai                                            | Hyundai i20 Coupe WRC                      | Hyundai Shell Mobis WRT                    | M                                          | 6                                          | Dani Sordo                                 | Carlos del Barrio                          | 1, 3–5, 9, 12                              |
| Hyundai                                            | Hyundai i20 Coupe WRC                      | Hyundai Shell Mobis WRT                    | M                                          | 6                                          | Hayden Paddon                              | Sebastian Marshall                         | 2, 6–8, 10–11, 13                          |
| Toyota                                             | Toyota Yaris WRC                           | Toyota Gazoo Racing WRT                    | M                                          | 7                                          | Jari-Matti Latvala                         | Miikka Anttila                             | Tutte                                      |
| Toyota                                             | Toyota Yaris WRC                           | Toyota Gazoo Racing WRT                    | M                                          | 8                                          | Ott Tänak                                  | Martin Järveoja                            | Tutte                                      |
| Toyota                                             | Toyota Yaris WRC                           | Toyota Gazoo Racing WRT                    | M                                          | 9                                          | Esapekka Lappi                             | Janne Ferm                                 | Tutte                                      |
| Citroën                                            | Citroën C3 WRC                             | Citroën Total Abu Dhabi WRT                | M                                          | 10                                         | Kris Meeke                                 | Paul Nagle                                 | 1–6                                        |
| Citroën                                            | Citroën C3 WRC                             | Citroën Total Abu Dhabi WRT                | M                                          | 10                                         | Mads Østberg                               | Torstein Eriksen                           | 8–11, 13                                   |
| Citroën                                            | Citroën C3 WRC                             | Citroën Total Abu Dhabi WRT                | M                                          | 10                                         | Sébastien Loeb                             | Daniel Elena                               | 12                                         |
| Citroën                                            | Citroën C3 WRC                             | Citroën Total Abu Dhabi WRT                | M                                          | 11                                         | Craig Breen                                | Scott Martin                               | 1–2, 5–11, 13                              |
| Citroën                                            | Citroën C3 WRC                             | Citroën Total Abu Dhabi WRT                | M                                          | 11                                         | Sébastien Loeb                             | Daniel Elena                               | 3–4                                        |
| Citroën                                            | Citroën C3 WRC                             | Citroën Total Abu Dhabi WRT                | M                                          | 12                                         | Mads Østberg                               | Torstein Eriksen                           | 2, 6–7                                     |
| Citroën                                            | Citroën C3 WRC                             | Citroën Total Abu Dhabi WRT                | M                                          | 12                                         | Khalid Al Qassimi                          | Chris Patterson                            | 5, 8, 10, 12                               |
| Ulteriori iscritti non registrati come costruttori |                                            |                                            |                                            |                                            |                                            |                                            |                                            |
| Costruttori                                        | Auto                                       | Squadre                                    | Pneumatici                                 | N°                                         | Piloti                                     | Co-Piloti                                  | Gare                                       |
| Ford                                               | Ford Fiesta WRC                            | Adapta World Rally Team                    | M                                          | 14                                         | Henning Solberg                            | Cato Menkerud                              | 2                                          |
| Ford                                               | Ford Fiesta WRC                            | M-Sport Ford World Rally Team              | M                                          | 21                                         | Jourdan Serderidis                         | Frédéric Miclotte                          | 9                                          |
| Ford                                               | Ford Fiesta WRC                            | M-Sport Ford World Rally Team              | M                                          | 21                                         | Jourdan Serderidis                         | Lara Vanneste                              | 13                                         |
| Ford                                               | Ford Fiesta WRC                            | Hoonigan Racing                            | M                                          | 43                                         | Ken Block                                  | Alex Gelsomino                             | 12                                         |
| Ford                                               | Ford Fiesta RS WRC                         | -                                          | D                                          | 18                                         | Manuel Villa                               | Daniele Michi                              | 1                                          |
| Ford                                               | Ford Fiesta RS WRC                         | Yazeed Racing                              | M                                          | 21                                         | Yazeed Al-Rajhi                            | Michael Orr                                | 2, 6, 10                                   |
| Ford                                               | Ford Fiesta RS WRC                         | Yazeed Racing                              | M                                          | 22                                         | Yazeed Al-Rajhi                            | Michael Orr                                | 7                                          |
| Ford                                               | Ford Fiesta RS WRC                         | MP-Sports                                  | D                                          | 21                                         | Martin Prokop                              | Jan Tománek                                | 7                                          |
| Ford                                               | Ford Fiesta RS WRC                         | -                                          | D                                          | 23                                         | "Piano"                                    | Jean-François Pergola                      | 7                                          |
| Ford                                               | Ford Fiesta RS WRC                         | -                                          | M                                          | 82                                         | Armando Pereira                            | Remi Tutelaire                             | 4                                          |
| Ford                                               | Ford Fiesta RS WRC                         | -                                          | M                                          | 83                                         | Alain Vauthier                             | Stevie Nollet                              | 4                                          |
| Citroën                                            | Citroën DS3 WRC                            | -                                          | M                                          | 22                                         | Marijan Griebel                            | Alexander Rath                             | 9                                          |
| Citroën                                            | Citroën DS3 WRC                            | -                                          | D                                          | 24                                         | Cyrille Feraud                             | Aymeric Duschemin                          | 7                                          |
| Citroën                                            | Citroën DS3 WRC                            | -                                          | M                                          | 81                                         | Mauro Miele                                | Luca Beltrame                              | 4                                          |
| Citroën                                            | Citroën DS3 WRC                            | -                                          | M                                          | 83                                         | Jean-Michel Raoux                          | Laurent Magat                              | 12                                         |
| Hyundai                                            | Hyundai i20 Coupe WRC                      | Hyundai Shell Mobis WRT                    | M                                          | 16                                         | Dani Sordo                                 | Carlos del Barrio                          | 6                                          |
| note:                                              |                                            |                                            |                                            |                                            |                                            |                                            |                                            |

## Risultati e statistiche
| Gara | Nome rally                                                             | Podio | Podio | Podio                             | Podio                                           | Podio     | Statistiche | Statistiche           | Statistiche | Statistiche |
| Gara | Nome rally                                                             | Pos.  | N°    | Equipaggio                        | Squadra                                         | Tempo     | Speciali    | Lunghezza             | Partiti     | Arrivati    |
| ---- | ---------------------------------------------------------------------- | ----- | ----- | --------------------------------- | ----------------------------------------------- | --------- | ----------- | --------------------- | ----------- | ----------- |
| 1    | 86ème Rallye Automobile Monte-Carlo (25-28 gennaio) — Resoconto        | 1     | 1     | Sébastien Ogier Julien Ingrassia  | M-Sport Ford WRT (Ford Fiesta WRC)              | 4h18'55"5 | 17          | 388,59 km             | 67          | 47          |
| 1    | 86ème Rallye Automobile Monte-Carlo (25-28 gennaio) — Resoconto        | 2     | 8     | Ott Tänak Martin Järveoja         | Toyota Gazoo Racing WRT (Toyota Yaris WRC)      | +58"3     | 17          | 388,59 km             | 67          | 47          |
| 1    | 86ème Rallye Automobile Monte-Carlo (25-28 gennaio) — Resoconto        | 3     | 7     | Jari-Matti Latvala Miikka Anttila | Toyota Gazoo Racing WRT (Toyota Yaris WRC)      | +1'52"0   | 17          | 388,59 km             | 67          | 47          |
|      |                                                                        |       |       |                                   |                                                 |           |             |                       |             |             |
| 2    | 66th Rally Sweden (15-18 febbraio) — Resoconto                         | 1     | 5     | Thierry Neuville Nicolas Gilsoul  | Hyundai Shell Mobis WRT (Hyundai i20 Coupe WRC) | 2h52'13"1 | 19          | 314,25 km             | 66          | 58          |
| 2    | 66th Rally Sweden (15-18 febbraio) — Resoconto                         | 2     | 11    | Craig Breen Scott Martin          | Citroën Total Abu Dhabi WRT (Citroën C3 WRC)    | +19"8     | 19          | 314,25 km             | 66          | 58          |
| 2    | 66th Rally Sweden (15-18 febbraio) — Resoconto                         | 3     | 4     | Andreas Mikkelsen Anders Jæger    | Hyundai Shell Mobis WRT (Hyundai i20 Coupe WRC) | +28"3     | 19          | 314,25 km             | 66          | 58          |
|      |                                                                        |       |       |                                   |                                                 |           |             |                       |             |             |
| 3    | 32º Rally Guanajuato Corona México (8-11 marzo) — Resoconto            | 1     | 1     | Sébastien Ogier Julien Ingrassia  | M-Sport Ford WRT (Ford Fiesta WRC)              | 3h54'08"0 | 22          | 344,49 km             | 29          | 21          |
| 3    | 32º Rally Guanajuato Corona México (8-11 marzo) — Resoconto            | 2     | 6     | Dani Sordo Carlos del Barrio      | Hyundai Shell Mobis WRT (Hyundai i20 Coupe WRC) | +1'03"6   | 22          | 344,49 km             | 29          | 21          |
| 3    | 32º Rally Guanajuato Corona México (8-11 marzo) — Resoconto            | 3     | 10    | Kris Meeke Paul Nagle             | Citroën Total Abu Dhabi WRT (Citroën C3 WRC)    | +1'19"2   | 22          | 344,49 km             | 29          | 21          |
|      |                                                                        |       |       |                                   |                                                 |           |             |                       |             |             |
| 4    | 61ème CORSICA Linea Tour de Corse (6-8 aprile) — Resoconto             | 1     | 1     | Sébastien Ogier Julien Ingrassia  | M-Sport Ford WRT (Ford Fiesta WRC)              | 3h26'52"7 | 12          | 333,48 km             | 87          | 71          |
| 4    | 61ème CORSICA Linea Tour de Corse (6-8 aprile) — Resoconto             | 2     | 8     | Ott Tänak Martin Järveoja         | Toyota Gazoo Racing WRT (Toyota Yaris WRC)      | +36"1     | 12          | 333,48 km             | 87          | 71          |
| 4    | 61ème CORSICA Linea Tour de Corse (6-8 aprile) — Resoconto             | 3     | 5     | Thierry Neuville Nicolas Gilsoul  | Hyundai Shell Mobis WRT (Hyundai i20 Coupe WRC) | +1'07"5   | 12          | 333,48 km             | 87          | 71          |
|      |                                                                        |       |       |                                   |                                                 |           |             |                       |             |             |
| 5    | 38º YPF Rally Argentina (27-30 aprile) — Resoconto                     | 1     | 8     | Ott Tänak Martin Järveoja         | Toyota Gazoo Racing WRT (Toyota Yaris WRC)      | 3h43'28"9 | 18          | 358,25 km             | 30          | 19          |
| 5    | 38º YPF Rally Argentina (27-30 aprile) — Resoconto                     | 2     | 5     | Thierry Neuville Nicolas Gilsoul  | Hyundai Shell Mobis WRT (Hyundai i20 Coupe WRC) | +37"7     | 18          | 358,25 km             | 30          | 19          |
| 5    | 38º YPF Rally Argentina (27-30 aprile) — Resoconto                     | 3     | 6     | Dani Sordo Carlos del Barrio      | Hyundai Shell Mobis WRT (Hyundai i20 Coupe WRC) | +1'15"7   | 18          | 358,25 km             | 30          | 19          |
|      |                                                                        |       |       |                                   |                                                 |           |             |                       |             |             |
| 6    | 52º Vodafone Rally de Portugal (17-20 maggio) — Resoconto              | 1     | 5     | Thierry Neuville Nicolas Gilsoul  | Hyundai Shell Mobis WRT (Hyundai i20 Coupe WRC) | 3h49'46"6 | 20          | 358,19 km             | 85          | 45          |
| 6    | 52º Vodafone Rally de Portugal (17-20 maggio) — Resoconto              | 2     | 2     | Elfyn Evans Daniel Barritt        | M-Sport Ford WRT (Ford Fiesta WRC)              | +40"0     | 20          | 358,19 km             | 85          | 45          |
| 6    | 52º Vodafone Rally de Portugal (17-20 maggio) — Resoconto              | 3     | 3     | Teemu Suninen Mikko Markkula      | M-Sport Ford WRT (Ford Fiesta WRC)              | +47"3     | 20          | 358,19 km             | 85          | 45          |
|      |                                                                        |       |       |                                   |                                                 |           |             |                       |             |             |
| 7    | 15º Rally Italia Sardegna (7-10 giugno) — Resoconto                    | 1     | 5     | Thierry Neuville Nicolas Gilsoul  | Hyundai Shell Mobis WRT (Hyundai i20 Coupe WRC) | 3h29'18"7 | 20          | 314,36 km             | 45          | 34          |
| 7    | 15º Rally Italia Sardegna (7-10 giugno) — Resoconto                    | 2     | 1     | Sébastien Ogier Julien Ingrassia  | M-Sport Ford WRT (Ford Fiesta WRC)              | +0"7      | 20          | 314,36 km             | 45          | 34          |
| 7    | 15º Rally Italia Sardegna (7-10 giugno) — Resoconto                    | 3     | 9     | Esapekka Lappi Janne Ferm         | Toyota Gazoo Racing WRT (Toyota Yaris WRC)      | +1'56"3   | 20          | 314,36 km             | 45          | 34          |
|      |                                                                        |       |       |                                   |                                                 |           |             |                       |             |             |
| 8    | 68th Neste Rally Finland (26-29 luglio) — Resoconto                    | 1     | 8     | Ott Tänak Martin Järveoja         | Toyota Gazoo Racing WRT (Toyota Yaris WRC)      | 2h35'18"1 | 23          | 317,26 km             | 67          | 51          |
| 8    | 68th Neste Rally Finland (26-29 luglio) — Resoconto                    | 2     | 10    | Mads Østberg Torstein Eriksen     | Citroën Total Abu Dhabi WRT (Citroën C3 WRC)    | +32"7     | 23          | 317,26 km             | 67          | 51          |
| 8    | 68th Neste Rally Finland (26-29 luglio) — Resoconto                    | 3     | 7     | Jari-Matti Latvala Miikka Anttila | Toyota Gazoo Racing WRT (Toyota Yaris WRC)      | +35"5     | 23          | 317,26 km             | 67          | 51          |
|      |                                                                        |       |       |                                   |                                                 |           |             |                       |             |             |
| 9    | 36. ADAC Rallye Deutschland (16-19 agosto) — Resoconto                 | 1     | 8     | Ott Tänak Martin Järveoja         | Toyota Gazoo Racing WRT (Toyota Yaris WRC)      | 3h03'36"9 | 18          | 325,76 km             | 60          | 45          |
| 9    | 36. ADAC Rallye Deutschland (16-19 agosto) — Resoconto                 | 2     | 5     | Thierry Neuville Nicolas Gilsoul  | Hyundai Shell Mobis WRT (Hyundai i20 Coupe WRC) | +39"2     | 18          | 325,76 km             | 60          | 45          |
| 9    | 36. ADAC Rallye Deutschland (16-19 agosto) — Resoconto                 | 3     | 9     | Esapekka Lappi Janne Ferm         | Toyota Gazoo Racing WRT (Toyota Yaris WRC)      | +1'00"9   | 18          | 325,76 km             | 60          | 45          |
|      |                                                                        |       |       |                                   |                                                 |           |             |                       |             |             |
| 10   | 11th Marmaris Rally Turkey (13-16 settembre) — Resoconto               | 1     | 8     | Ott Tänak Martin Järveoja         | Toyota Gazoo Racing WRT (Toyota Yaris WRC)      | 3h59'24"5 | 17          | 312,44 km             | 45          | 31          |
| 10   | 11th Marmaris Rally Turkey (13-16 settembre) — Resoconto               | 2     | 7     | Jari-Matti Latvala Miikka Anttila | Toyota Gazoo Racing WRT (Toyota Yaris WRC)      | +22"3     | 17          | 312,44 km             | 45          | 31          |
| 10   | 11th Marmaris Rally Turkey (13-16 settembre) — Resoconto               | 3     | 6     | Hayden Paddon Sebastian Marshall  | Hyundai Shell Mobis WRT (Hyundai i20 Coupe WRC) | +1'46"3   | 17          | 312,44 km             | 45          | 31          |
|      |                                                                        |       |       |                                   |                                                 |           |             |                       |             |             |
| 11   | 74th Dayinsure Wales Rally GB (4-7 ottobre) — Resoconto                | 1     | 1     | Sébastien Ogier Julien Ingrassia  | M-Sport Ford WRT (Ford Fiesta WRC)              | 3h06'12"5 | 23          | 318,34 km             | 57          | 48          |
| 11   | 74th Dayinsure Wales Rally GB (4-7 ottobre) — Resoconto                | 2     | 7     | Jari-Matti Latvala Miikka Anttila | Toyota Gazoo Racing WRT (Toyota Yaris WRC)      | +10"6     | 23          | 318,34 km             | 57          | 48          |
| 11   | 74th Dayinsure Wales Rally GB (4-7 ottobre) — Resoconto                | 3     | 9     | Esapekka Lappi Janne Ferm         | Toyota Gazoo Racing WRT (Toyota Yaris WRC)      | +35"1     | 23          | 318,34 km             | 57          | 48          |
|      |                                                                        |       |       |                                   |                                                 |           |             |                       |             |             |
| 12   | 54º Rally RACC Catalunya - Rally de España (25-28 ottobre) — Resoconto | 1     | 10    | Sébastien Loeb Daniel Elena       | Citroën Total Abu Dhabi WRT (Citroën C3 WRC)    | 3h12'08"0 | (18) 17     | (331,58 km) 317,46 km | 70          | 53          |
| 12   | 54º Rally RACC Catalunya - Rally de España (25-28 ottobre) — Resoconto | 2     | 1     | Sébastien Ogier Julien Ingrassia  | M-Sport Ford WRT (Ford Fiesta WRC)              | +2"9      | (18) 17     | (331,58 km) 317,46 km | 70          | 53          |
| 12   | 54º Rally RACC Catalunya - Rally de España (25-28 ottobre) — Resoconto | 3     | 9     | Elfyn Evans Daniel Barritt        | M-Sport Ford WRT (Ford Fiesta WRC)              | +16"5     | (18) 17     | (331,58 km) 317,46 km | 70          | 53          |
|      |                                                                        |       |       |                                   |                                                 |           |             |                       |             |             |
| 13   | 27th Kennards Hire Rally Australia (16-18 novembre) — Resoconto        | 1     | 7     | Jari-Matti Latvala Miikka Anttila | Toyota Gazoo Racing WRT (Toyota Yaris WRC)      | 2h59'52"0 | 24          | 318,64 km             | 25          | 15          |
| 13   | 27th Kennards Hire Rally Australia (16-18 novembre) — Resoconto        | 2     | 6     | Hayden Paddon Sebastian Marshall  | Hyundai Shell Mobis WRT (Hyundai i20 Coupe WRC) | +32"5     | 24          | 318,64 km             | 25          | 15          |
| 13   | 27th Kennards Hire Rally Australia (16-18 novembre) — Resoconto        | 3     | 10    | Mads Østberg Torstein Eriksen     | Citroën Total Abu Dhabi WRT (Citroën C3 WRC)    | +52"2     | 24          | 318,64 km             | 25          | 15          |

## Classifiche

### Punteggio
Il punteggio è rimasto inalterato rispetto alla precedente edizione.
| Posizione finale | 1ª | 2ª | 3ª | 4ª | 5ª | 6ª | 7ª | 8ª | 9ª | 10ª |
| Punti            | 25 | 18 | 15 | 12 | 10 | 8  | 6  | 4  | 2  | 1   |

| Posizione nella power stage | 1ª | 2ª | 3ª | 4ª | 5ª |
| Punti                       | 5  | 4  | 3  | 2  | 1  |

### Classifica piloti
| Pos. | Pilota             | MON | SVE | MES | FRA | ARG | POR | ITA | FIN | GER | TUR | GBR | SPA | AUS | Punti |
| ---- | ------------------ | --- | --- | --- | --- | --- | --- | --- | --- | --- | --- | --- | --- | --- | ----- |
| 1    | Sébastien Ogier    | 15  | 102 | 1   | 13  | 42  | Rit | 2   | 5   | 41  | 102 | 13  | 2   | 51  | 219   |
| 2    | Thierry Neuville   | 52  | 14  | 63  | 3   | 21  | 12  | 1   | 94  | 25  | 161 | 54  | 4   | Rit | 201   |
| 3    | Ott Tänak          | 2   | 95  | 141 | 25  | 14  | Rit | 93  | 1   | 12  | 13  | 192 | 61  | Rit | 181   |
| 4    | Jari-Matti Latvala | 34  | 7   | 82  | Rit | Rit | 24  | 7   | 3   | Rit | 24  | 21  | 8   | 15  | 128   |
| 5    | Esapekka Lappi     | 7   | 41  | 11  | 61  | 8   | 51  | 3   | Rit | 3   | Rit | 35  | 7   | 42  | 126   |
| 6    | Andreas Mikkelsen  | 133 | 3   | 4   | 7   | 53  | 16  | 184 | 10  | 6   | 5   | 6   | 10  | 11  | 84    |
| 7    | Elfyn Evans        | 6   | 14  | Rit | 5   | 6   | 25  | 145 | 7   | 25  | 125 | 20  | 34  | 64  | 80    |
| 8    | Hayden Paddon      |     | 5   |     |     |     | Rit | 4   | 4   |     | 3   | 7   |     | 2   | 73    |
| 9    | Dani Sordo         | Rit |     | 2   | 4   | 3   | 43  |     |     | Rit |     |     | 5   |     | 71    |
| 10   | Mads Østberg       |     | 6   |     |     |     | 6   | 5   | 2   | Rit | 23  | 8   |     | 3   | 70    |
| 11   | Craig Breen        | 9   | 2   |     |     | Rit | 7   | 6   | 85  | 74  | Rit | 4   | 9   | 7   | 67    |
| 12   | Teemu Suninen      | 18  | 8   | 12  |     | 9   | 34  | 10  | 6   | 5   | 4   | Rit | 11  | Rit | 54    |
| 13   | Sébastien Loeb     |     |     | 5   | 142 |     |     |     |     |     |     |     | 13  |     | 43    |
| 14   | Kris Meeke         | 41  | Rit | 3   | 94  | 75  | Rit | WD  |     |     |     |     |     |     | 43    |
| 15   | Jan Kopecký        | 10  |     |     | 8   |     |     | 8   |     | 9   | 7   |     | 13  |     | 17    |
| 16   | Pontus Tidemand    |     | 12  | 7   |     | 10  | 8   |     |     |     | Rit | 10  |     |     | 12    |
| 17   | Henning Solberg    |     | 19  |     |     |     |     |     |     |     | 6   |     | 17  |     | 8     |
| 18   | Simone Tempestini  |     |     |     |     |     | 36  | Rit | 36  | 20  | 8   | 15  | 22  |     | 4     |
| 19   | Bryan Bouffier     | 8   |     |     | Rit |     |     |     |     |     |     |     |     |     | 4     |
| 19   | Marijan Griebel    |     |     |     |     |     |     |     |     | 8   |     |     |     |     | 4     |
| 19   | Alberto Heller     |     |     |     |     | Rit |     |     |     |     |     |     |     | 8   | 4     |
| 22   | Kalle Rovanperä    | 11  |     | 15  |     | Rit |     |     | 14  | 10  |     | 9   | 12  |     | 3     |
| 23   | Gus Greensmith     | Rit |     | 9   | 13  | 12  | 18  |     | 13  | Rit | Rit | 11  |     |     | 2     |
| 24   | Łukasz Pieniążek   |     | 38  |     | 15  |     | 9   | 16  | Rit | 14  |     | 14  | 33  |     | 2     |
| 25   | Chris Ingram       |     |     |     |     |     |     |     |     |     | 9   | 34  |     |     | 2     |
| 26   | Steve Glenney      |     |     |     |     |     |     |     |     |     |     |     |     | 9   | 2     |
| 27   | Pedro Heller       |     |     | 10  |     | 15  | 20  |     |     |     | 13  |     |     | Rit | 1     |
| 28   | Stéphane Lefebvre  |     |     |     | Rit |     | 10  | 24  | 44  | 16  |     | 13  | 32  |     | 1     |
| 29   | Yoann Bonato       | 15  |     |     | 10  |     |     |     |     | 26  |     |     |     |     | 1     |
| 30   | Jourdan Serderidis |     |     |     |     |     |     |     |     | 18  |     |     |     | 10  | 1     |

| Colore  | Risultato                |
| ------- | ------------------------ |
| Oro     | Vincitore                |
| Argento | 2º posto                 |
| Bronzo  | 3º posto                 |
| Verde   | Finito a punti           |
| Blu     | Finito senza punti       |
| Blu     | Non classificato (NC)    |
| Viola   | Ritirato (Rit)           |
| Nero    | Squalificato (SQ)        |
| Nero    | Escluso (ES)             |
| Bianco  | Non ha gareggiato        |
| Bianco  | Iscrizione ritirata (WD) |
| Bianco  | Non partito (NP)         |
| Bianco  | Gara cancellata (C)      |

### Classifica copiloti
| Pos. | Copilota               | MON | SVE | MES | FRA | ARG | POR | ITA | FIN | GER | TUR | GBR | SPA | AUS | Punti |
| ---- | ---------------------- | --- | --- | --- | --- | --- | --- | --- | --- | --- | --- | --- | --- | --- | ----- |
| 1    | Julien Ingrassia       | 15  | 102 | 1   | 13  | 42  | Rit | 2   | 5   | 41  | 102 | 13  | 2   | 51  | 219   |
| 2    | Nicolas Gilsoul        | 52  | 14  | 63  | 3   | 21  | 12  | 1   | 94  | 25  | 161 | 54  | 4   | Rit | 201   |
| 3    | Martin Järveoja        | 2   | 95  | 141 | 25  | 14  | Rit | 93  | 1   | 12  | 13  | 192 | 61  | Rit | 181   |
| 4    | Miikka Anttila         | 34  | 7   | 82  | Rit | Rit | 24  | 7   | 3   | Rit | 24  | 21  | 8   | 15  | 128   |
| 5    | Janne Ferm             | 7   | 41  | 11  | 61  | 8   | 51  | 3   | Rit | 3   | Rit | 35  | 7   | 42  | 126   |
| 6    | Anders Jæger-Synnevaag | 133 | 3   | 4   | 7   | 53  | 16  | 184 | 10  | 6   | 5   | 6   | 10  | 11  | 84    |
| 7    | Sebastian Marshall     |     | 5   |     |     |     | Rit | 4   | 4   |     | 3   | 7   |     | 2   | 73    |
| 8    | Carlos del Barrio      | Rit |     | 2   | 4   | 3   | 43  |     |     | Rit |     |     | 5   |     | 71    |
| 9    | Torstein Eriksen       |     | 6   |     |     |     | 6   | 5   | 2   | Rit | 23  | 8   |     | 3   | 70    |
| 10   | Daniel Barritt         | 6   | 14  | Rit |     | 6   | 25  | 145 | 7   | 25  | 125 | 20  | 34  | 64  | 70    |
| 11   | Scott Martin           | 9   | 2   |     |     | Rit | 7   | 6   | 85  | 74  | Rit | 4   | 9   | 7   | 67    |
| 12   | Mikko Markkula         | 18  | 8   | 12  |     | 9   | 34  | 10  | 6   | 5   | 4   | Rit | 11  | Rit | 54    |
| 13   | Daniel Elena           |     |     | 5   | 142 |     |     |     |     |     |     |     | 13  |     | 43    |
| 14   | Paul Nagle             | 41  | Rit | 3   | 94  | 75  | Rit | WD  |     |     |     |     |     |     | 43    |
| 15   | Pavel Dresler          | 10  |     |     | 8   |     |     | 8   |     | 9   | 7   |     | 13  |     | 17    |
| 16   | Jonas Andersson        |     | 12  | 7   |     | 10  | 8   |     |     |     | Rit |     | 10  |     | 12    |
| 17   | Phil Mills             |     |     |     | 5   |     |     |     |     |     |     |     |     |     | 10    |
| 18   | Ilka Minor             |     |     |     |     |     |     |     |     |     | 6   |     |     |     | 8     |
| 19   | Sergiu Itu             |     |     |     |     |     | 36  | Rit | 36  | 20  | 8   | 15  | 22  |     | 4     |
| 20   | Xavier Panseri         | 8   |     |     | Rit |     |     |     |     |     |     |     |     |     | 4     |
| 20   | Alexander Rath         |     |     |     |     |     |     |     |     | 8   |     |     |     |     | 4     |
| 20   | José Luis Díaz         |     |     |     |     | Rit |     |     |     |     |     |     |     | 8   | 4     |
| 23   | Jonne Halttunen        | 11  |     | 15  |     | Rit |     |     | 14  | 10  |     | 9   | 12  |     | 3     |
| 24   | Craig Parry            | Rit |     | 9   | 13  | 12  | 18  |     | 13  |     |     | 11  |     |     | 2     |
| 25   | Przemysław Mazur       |     | 38  |     | 15  |     | 9   | 16  | Rit | 14  |     | 14  | 33  |     | 2     |
| 26   | Ross Whittock          |     |     |     |     |     |     |     |     |     | 9   | 34  |     |     | 2     |
| 27   | Andy Sarandis          |     |     |     |     |     |     |     |     |     |     |     |     | 9   | 2     |
| 28   | Pablo Olmos            |     |     | 10  |     | 15  | 20  |     |     |     | 13  |     |     | Rit | 1     |
| 29   | Gabin Moreau           |     |     |     | Rit |     | 10  | 24  | 44  | 16  |     | 13  | 32  |     | 1     |
| 30   | Benjamin Boulloud      | 15  |     |     | 10  |     |     |     |     | 26  |     |     |     |     | 1     |
| 31   | Lara Vanneste          |     |     |     |     |     |     |     |     |     |     |     |     | 10  | 1     |

| Colore  | Risultato                |
| ------- | ------------------------ |
| Oro     | Vincitore                |
| Argento | 2º posto                 |
| Bronzo  | 3º posto                 |
| Verde   | Finito a punti           |
| Blu     | Finito senza punti       |
| Blu     | Non classificato (NC)    |
| Viola   | Ritirato (Rit)           |
| Nero    | Squalificato (SQ)        |
| Nero    | Escluso (ES)             |
| Bianco  | Non ha gareggiato        |
| Bianco  | Iscrizione ritirata (WD) |
| Bianco  | Non partito (NP)         |
| Bianco  | Gara cancellata (C)      |

### Classifica costruttori WRC
Come nella precedente stagione, soltanto le migliori due vetture classificate per squadra avrebbero marcato punti per la classifica costruttori.
| Pos. | Costruttori                 | N° vettura | MON | SVE | MES | FRA | ARG | POR | ITA | FIN | GER | TUR | GBR | SPA | AUS | Punti |
| ---- | --------------------------- | ---------- | --- | --- | --- | --- | --- | --- | --- | --- | --- | --- | --- | --- | --- | ----- |
| 1    | Toyota Gazoo Racing WRT     | 7          | 3   | 6   | 6   | Rit | Rit | 8   | 7   | 3   | Rit | 2   | 2   | NC  | 1   | 368   |
| 1    | Toyota Gazoo Racing WRT     | 8          | 2   | NC  | NC  | 2   | 1   | Rit | NC  | 1   | 1   | 1   | NC  | 6   | Rit | 368   |
| 1    | Toyota Gazoo Racing WRT     | 9          | NC  | 4   | 7   | 6   | 7   | 4   | 3   | Rit | 3   | Rit | 3   | 7   | 4   | 368   |
| 2    | Hyundai Shell Mobis WRT     | 4          | 8   | 3   | 4   | NC  | NC  | 7   | NC  | NC  | 6   | 5   | 6   | NC  | 8   | 341   |
| 2    | Hyundai Shell Mobis WRT     | 5          | 5   | 1   | NC  | 3   | 2   | 1   | 1   | 8   | 2   | NC  | 5   | 4   | Rit | 341   |
| 2    | Hyundai Shell Mobis WRT     | 6          | Rit | NC  | 2   | 4   | 3   | Rit | 4   | 4   | Rit | 3   | NC  | 5   | 2   | 341   |
| 3    | M-Sport Ford WRT            | 1          | 1   | 8   | 1   | 1   | 4   | Rit | 2   | 5   | 4   | 6   | 1   | 2   | 5   | 324   |
| 3    | M-Sport Ford WRT            | 2          | 6   | NC  | Rit | 5   | 5   | 2   | NC  | NC  | NC  | NC  | 8   | 3   | 6   | 324   |
| 3    | M-Sport Ford WRT            | 3          | NC  | 7   | 8   | Rit | NC  | 3   | 8   | 6   | 5   | 4   | Rit | NC  | Rit | 324   |
| 4    | Citroën Total Abu Dhabi WRT | 10         | 4   | Rit | 3   | 7   | 6   | Rit | WD  | 2   | Rit | 8   | 7   | 1   | 3   | 237   |
| 4    | Citroën Total Abu Dhabi WRT | 11         | 7   | 2   | 5   | 8   | Rit | 6   | 6   | 7   | 7   | Rit | 4   | 8   | 7   | 237   |
| 4    | Citroën Total Abu Dhabi WRT | 12         |     | 5   |     |     | 8   | 5   | 5   | NC  |     | 7   |     | NC  |     | 237   |

| Colore  | Risultato                |
| ------- | ------------------------ |
| Oro     | Vincitore                |
| Argento | 2º posto                 |
| Bronzo  | 3º posto                 |
| Verde   | Finito a punti           |
| Blu     | Finito senza punti       |
| Blu     | Non classificato (NC)    |
| Viola   | Ritirato (Rit)           |
| Nero    | Squalificato (SQ)        |
| Nero    | Escluso (ES)             |
| Bianco  | Non ha gareggiato        |
| Bianco  | Iscrizione ritirata (WD) |
| Bianco  | Non partito (NP)         |
| Bianco  | Gara cancellata (C)      |

### Classifiche WRC-2
Il campionato WRC-2 era sempre costituito da sette eventi e venivano considerati per la classifica finale soltanto i migliori sei risultati ottenuti. Tuttavia non vi erano appuntamenti obbligatori per gli equipaggi, i quali potevano quindi scegliere liberamente le gare a cui partecipare tra le 13 totali in programma.

#### Classifica piloti WRC-2
| Pos. | Pilota                  | MON | SVE | MES | FRA   | ARG | POR  | ITA   | FIN | GER   | TUR   | GBR   | SPA  | AUS | Punti |
| ---- | ----------------------- | --- | --- | --- | ----- | --- | ---- | ----- | --- | ----- | ----- | ----- | ---- | --- | ----- |
| 1    | Jan Kopecký             | 1   |     |     | 1     |     |      | 1     |     | 1     | 1     |       | 2    |     | 143   |
| 2    | Pontus Tidemand         |     | 2   | 1   |       | 1   | 1    |       |     |       | Rit   | 2     |      |     | 111   |
| 3    | Kalle Rovanperä         |     |     | 5   |       | Rit |      |       | 4   | 2     |       | 1     | 1    |     | 90    |
| 4    | Gus Greensmith          |     |     | 2   |       | 2   | 8    |       | 3   | Rit   | (Rit) | 3     |      |     | 70    |
| 5    | Łukasz Pieniążek        |     | 9   |     | 5     |     | 2    | 5     |     | 6     |       | 6     | (16) |     | 56    |
| 6    | Fabio Andolfi           |     |     |     | 3     |     | (15) | 4     | 8   | 3     |       | 8     | 8    |     | 54    |
| 7    | Ole Christian Veiby     |     | 3   |     | 4     |     |      | 2     | Rit |       |       | 11    | 9    |     | 47    |
| 8    | Jari Huttunen           |     | 6   | 6   |       |     | 12   |       | 2   | (12)  |       | 4     | 11   |     | 46    |
| 9    | Pedro Heller            |     |     | 3   |       | 3   | 10   |       |     |       | 5     |       |      | Rit | 41    |
| 10   | Kajetan Kajetanowicz    |     |     |     |       |     |      | 7     |     | 5     | 4     |       | 4    |     | 40    |
| 11   | Pierre-Louis Loubet     |     |     |     | 6     |     | 4    | Rit   | 5   | Rit   |       | (Rit) | 7    |     | 36    |
| 12   | Nil Solans              |     |     | 7   | 7     | 5   | 9    |       |     | (Rit) |       | 13    | 5    |     | 34    |
| 13   | Stéphane Lefebvre       |     |     |     | (Rit) |     | 3    | 8     | 13  | 8     |       | 5     | 15   |     | 33    |
| 14   | Takamoto Katsuta        |     | 1   |     | 8     |     | 13   | Rit   | Rit |       |       |       | 12   |     | 29    |
| 15   | Simone Tempestini       |     |     |     |       |     | 16   | (Rit) | 9   | 10    | 2     | 7     | 10   |     | 28    |
| 16   | Eerik Pietarinen        |     |     |     |       |     |      |       | 1   |       |       |       |      |     | 25    |
| 16   | Alberto Heller          |     |     |     |       | Rit |      |       |     |       |       |       |      | 1   | 25    |
| 18   | Hiroki Arai             |     | 7   |     | 9     |     | 5    | Rit   | 7   |       |       |       |      |     | 24    |
| 19   | Benito Guerra           |     |     |     |       |     | 7    | 6     | 6   | 9     |       |       |      |     | 24    |
| 20   | Nicolas Ciamin          |     |     |     | Rit   |     |      | 3     | Rit | 7     |       |       |      |     | 21    |
| 21   | Yoann Bonato            |     |     |     | 2     |     |      |       |     | 11    |       |       |      |     | 18    |
| 22   | Gianluca Linari         |     | 12  |     |       |     |      |       |     |       |       |       |      | 2   | 18    |
| 23   | Eddie Sciessere         | 2   |     |     |       |     |      |       |     |       |       |       |      |     | 18    |
| 24   | Chris Ingram            |     |     |     |       |     |      |       |     |       | 3     | 12    |      |     | 15    |
| 25   | Teemu Suninen           | 3   |     |     |       |     |      |       |     |       |       |       |      |     | 15    |
| 25   | Petter Solberg          |     |     |     |       |     |      |       |     |       |       |       | 3    |     | 15    |
| 27   | Marco Bulacia Wilkinson |     |     | 4   |       | Rit |      |       |     |       |       | 9     | 18   |     | 14    |
| 28   | Guillaume de Mevius     | 4   |     |     |       |     |      |       |     |       |       |       |      |     | 12    |
| 28   | Mattias Adielsson       |     | 4   |     |       |     |      |       |     |       |       |       |      |     | 12    |
| 28   | Diego Dominguez Sr.     |     |     |     |       | 4   |      |       |     |       |       |       |      |     | 12    |
| 28   | Fabian Kreim            |     |     |     |       |     |      |       |     | 4     |       |       |      |     | 12    |
| 32   | Janne Tuohino           |     | 5   |     |       |     |      |       |     |       |       |       |      |     | 10    |
| 33   | Juuso Nordgren          |     |     |     |       |     | 6    |       |     |       |       |       |      |     | 8     |
| 33   | Burak Cukurova          |     |     |     |       |     |      |       |     |       | 6     |       |      |     | 8     |
| 33   | Henning Solberg         |     |     |     |       |     |      |       |     |       |       |       | 6    |     | 8     |
| 36   | Diogo Salvi             |     |     |     |       |     |      |       |     |       | 7     |       |      |     | 6     |
| 37   | Lars Stugemo            |     | 8   |     |       |     |      |       | 18  |       |       |       |      |     | 4     |
| 38   | Bora Manyera            |     |     |     |       |     |      |       |     |       | 8     |       |      |     | 4     |
| 39   | Erkan Güral             |     |     |     |       |     |      |       |     |       | 9     |       |      |     | 2     |
| 40   | Murat Bostanci          |     |     |     |       |     | 11   |       | 10  |       | Rit   |       |      |     | 1     |
| 41   | Eric Camilli            | Rit |     |     |       |     |      |       |     | Rit   |       | 10    | 17   |     | 1     |
| 42   | Jarmo Berg              |     | 10  |     |       |     |      |       |     |       |       |       |      |     | 1     |
| 42   | George Vassilakis       |     |     |     |       |     |      |       |     |       | 10    |       |      |     | 1     |

| Colore  | Risultato                |
| ------- | ------------------------ |
| Oro     | Vincitore                |
| Argento | 2º posto                 |
| Bronzo  | 3º posto                 |
| Verde   | Finito a punti           |
| Blu     | Finito senza punti       |
| Blu     | Non classificato (NC)    |
| Viola   | Ritirato (Rit)           |
| Nero    | Squalificato (SQ)        |
| Nero    | Escluso (ES)             |
| Bianco  | Non ha gareggiato        |
| Bianco  | Iscrizione ritirata (WD) |
| Bianco  | Non partito (NP)         |
| Bianco  | Gara cancellata (C)      |

#### Classifica copiloti WRC-2
| Pos. | Copilota            | MON | SVE | MES | FRA   | ARG | POR | ITA   | FIN | GER  | TUR | GBR   | SPA  | AUS | Punti |
| ---- | ------------------- | --- | --- | --- | ----- | --- | --- | ----- | --- | ---- | --- | ----- | ---- | --- | ----- |
| 1    | Pavel Dresler       | 1   |     |     | 1     |     |     | 1     |     | 1    | 1   |       | 2    |     | 143   |
| 2    | Jonas Andersson     |     | 2   | 1   |       | 1   | 1   |       |     |      | Rit | 2     |      |     | 111   |
| 3    | Jonne Halttunen     |     |     | 5   |       | Rit |     |       | 4   | 2    |     | 1     | 1    |     | 90    |
| 4    | Przemysław Mazur    |     | 9   |     | 5     |     | 2   | 5     |     | 6    |     | 6     | (16) |     | 56    |
| 5    | Craig Parry         |     |     | 2   |       | 2   | 8   |       | 3   |      |     |       |      |     | 55    |
| 6    | Stig Rune Skjærmoen |     | 3   |     | 4     |     |     | 2     | Rit |      |     | 11    | 9    |     | 47    |
| 7    | Antti Linnaketo     |     | 6   | 6   |       |     | 12  |       | 2   | (12) |     | 4     | 11   |     | 46    |
| 8    | Pablo Olmos         |     |     | 3   |       | 3   | 10  |       |     |      | 5   |       |      | Rit | 41    |
| 9    | Maciej Szczepaniak  |     |     |     |       |     |     | 7     |     | 5    | 4   |       | 4    |     | 40    |
| 10   | Vincent Landais     |     |     |     | 6     |     | 4   | Rit   | 5   | Rit  |     | (Rit) | 7    |     | 36    |
| 11   | Gabin Moreau        |     |     |     | (Rit) |     | 3   | 8     | 13  | 8    |     | 5     | 15   |     | 33    |
| 12   | Simone Scattolin    |     |     |     | 3     |     | 15  | 4     |     |      |     |       | 8    |     | 31    |
| 13   | Marko Salminen      |     | 1   |     | 8     |     | 13  | Rit   | Rit |      |     |       | 12   |     | 29    |
| 14   | Sergiu Itu          |     |     |     |       |     | 16  | (Rit) | 9   | 10   | 2   | 7     | 10   |     | 28    |
| 15   | Juhana Raitanen     |     |     |     |       |     |     |       | 1   |      |     |       |      |     | 25    |
| 15   | José Luis Díaz      |     |     |     |       | Rit |     |       |     |      |     |       |      | 1   | 25    |
| 17   | Miquel Ibañez Sotos |     |     | 7   | 7     | 5   | 9   |       |     | Rit  |     |       |      |     | 24    |
| 18   | Borja Rozada        |     |     |     |       |     | 7   | 6     | 6   | 9    |     |       | 14   |     | 24    |
| 19   | Emanuele Inglesi    |     |     |     |       |     |     |       | 8   | 3    |     | 8     |      |     | 23    |
| 20   | Thibault de la Haye |     |     |     | Rit   |     |     | 3     | Rit | 7    |     |       |      |     | 21    |
| 21   | Benjamin Boulloud   |     |     |     | 2     |     |     |       |     |      | 11  |       |      |     | 18    |
| 22   | Flavio Zanella      | 2   |     |     |       |     |     |       |     |      |     |       |      |     | 18    |
| 22   | Pietro Elia Ometto  |     |     |     |       |     |     |       |     |      |     |       |      | 2   | 18    |
| 24   | Glenn Macneall      |     | 7   |     | 9     |     | 5   |       |     |      |     |       |      |     | 18    |
| 25   | Ross Whittock       |     |     |     |       |     |     |       |     |      | 3   | 12    |      |     | 15    |
| 26   | Mikko Markkula      | 3   |     |     |       |     |     |       |     |      |     |       |      |     | 15    |
| 26   | Alex Gelsomino      |     |     |     |       |     |     |       |     |      | Rit | 3     |      |     | 15    |
| 26   | Veronica Engan      |     |     |     |       |     |     |       |     |      |     |       | 3    |     | 15    |
| 29   | Fernando Mussano    |     |     | 4   |       | Rit |     |       |     |      |     |       |      |     | 12    |
| 30   | Louis Louka         | 4   |     |     |       |     |     |       |     |      |     |       |      |     | 12    |
| 30   | Andreas Johansson   |     | 4   |     |       |     |     |       |     |      |     |       |      |     | 12    |
| 30   | Edgardo Galindo     |     |     |     |       | 4   |     |       |     |      |     |       |      |     | 12    |
| 30   | Frank Christian     |     |     |     |       |     |     |       |     | 4    |     |       |      |     | 12    |
| 34   | Marc Martí          |     |     |     |       |     |     |       |     |      |     | 13    | 5    |     | 10    |
| 35   | Reeta Hämäläinen    |     | 5   |     |       |     |     |       |     |      |     |       |      |     | 10    |
| 36   | Tapio Suominen      |     |     |     |       |     | 6   |       |     |      |     |       |      |     | 8     |
| 36   | Vedat Bostanci      |     |     |     |       |     |     |       |     |      | 6   |       |      |     | 8     |
| 36   | Ilka Minor          |     |     |     |       |     |     |       |     |      |     |       | 6    |     | 8     |
| 39   | Jarmo Lehtinen      |     |     |     |       |     |     | Rit   | 7   |      |     |       |      |     | 6     |
| 39   | Hugo Magalhaes      |     |     |     |       |     |     |       |     |      | 7   |       |      |     | 6     |
| 41   | Kalle Lexe          |     | 8   |     |       |     |     |       |     | 12   |     |       |      |     | 4     |
| 42   | Cem Cerkez          |     |     |     |       |     |     |       |     |      | 8   |       |      |     | 4     |
| 43   | Fabian Cretu        |     |     |     |       | Rit |     |       |     |      |     | 9     | 18   |     | 2     |
| 44   | Burak Koçoğlu       |     |     |     |       |     |     |       |     |      | 9   |       |      |     | 2     |
| 45   | Onur Vatansever     |     |     |     |       |     | 11  |       | 10  |      | Rit |       |      |     | 1     |
| 46   | Benjamin Veillas    | Rit |     |     |       |     |     |       |     | Rit  | Rit | 10    | 17   |     | 1     |
| 47   | Rami Suorsa         |     | 10  |     |       |     |     |       |     |      |     |       |      |     | 1     |
| 47   | Spiros Koltsidas    |     |     |     |       |     |     |       |     |      | 10  |       |      |     | 1     |

| Colore  | Risultato                |
| ------- | ------------------------ |
| Oro     | Vincitore                |
| Argento | 2º posto                 |
| Bronzo  | 3º posto                 |
| Verde   | Finito a punti           |
| Blu     | Finito senza punti       |
| Blu     | Non classificato (NC)    |
| Viola   | Ritirato (Rit)           |
| Nero    | Squalificato (SQ)        |
| Nero    | Escluso (ES)             |
| Bianco  | Non ha gareggiato        |
| Bianco  | Iscrizione ritirata (WD) |
| Bianco  | Non partito (NP)         |
| Bianco  | Gara cancellata (C)      |

#### Classifica squadre WRC-2
Per la classifica a squadre non vi erano risultati da scartare e in ogni appuntamento un solo equipaggio poteva marcare punti per ogni scuderia.
| Pos. | Squadra                    | MON | SVE | MES | FRA | ARG | POR | ITA | FIN | GER | TUR | GBR | SPA | AUS | Punti |
| ---- | -------------------------- | --- | --- | --- | --- | --- | --- | --- | --- | --- | --- | --- | --- | --- | ----- |
| 1    | Škoda Motorsport II        | 1   |     |     | 1   |     |     | 1   |     | 1   | 1   | 1   |     |     | 150   |
| 2    | Škoda Motorsport           |     | 2   | 1   |     | 1   | 1   |     | 3   |     |     |     | 1   |     | 133   |
| 3    | ACI Team Italia WRC        |     |     |     | 2   |     | 9   | 2   | 7   | 2   |     | 5   | 6   |     | 80    |
| 4    | Printsport                 |     | 5   |     | 3   |     | 2   | 3   |     | 5   |     | 4   | 14  |     | 80    |
| 5    | Hyundai Motorsport         |     | 4   | 2   |     |     | 8   |     | 2   | 8   |     | 2   | 8   |     | 78    |
| 6    | Citroën Total              |     |     |     |     |     | 3   | 6   | 8   | 6   |     | 3   | 7   |     | 56    |
| 7    | Tommi Mäkinen Racing       |     | 1   |     | 5   |     | 5   | Rit | 6   |     |     |     | 9   |     | 55    |
| 8    | Lotos Rally Team           |     |     |     |     |     |     | 5   |     | 4   | 3   |     | 3   |     | 52    |
| 9    | M-Sport World Rally Team   | 2   |     |     |     | Rit |     |     | 13  | Rit |     | 6   |     | 1   | 51    |
| 10   | Toksport WRT               |     | 3   |     |     |     |     |     |     |     | 2   | 7   | 4   |     | 51    |
| 11   | BRC Racing Team            |     |     |     | 4   |     | 4   | Rit | 4   | Rit |     | Rit | 5   |     | 46    |
| 12   | S.A. Motorsport Italia SRL |     | 6   |     |     |     | 6   | 4   | 5   | Rit |     |     |     |     | 38    |
| 13   | TGS Worldwide              |     |     |     |     |     |     |     | 1   |     |     |     |     |     | 25    |
| 14   | Volkswagen Motorsport      |     |     |     |     |     |     |     |     |     |     |     | 2   |     | 18    |
| 15   | Motorsport Italia SRL      |     |     |     |     |     |     |     |     | 7   | 5   |     |     | Rit | 16    |
| 16   | Škoda Auto Deutschland     |     |     |     |     |     |     |     |     | 3   |     |     |     |     | 15    |
| 17   | BC Vision Motorsport       |     |     |     |     |     |     |     |     |     | 4   |     |     |     | 12    |
| 18   | Castrol Ford Team Türkiye  |     |     |     |     |     | 7   |     | 9   |     | Rit |     |     |     | 8     |
| 19   | Printsport Finland         |     |     |     |     |     |     |     | 10  |     |     |     |     |     | 1     |
| 19   | Sports and You             |     |     |     |     |     |     |     |     |     |     |     | 10  |     | 1     |

| Colore  | Risultato                |
| ------- | ------------------------ |
| Oro     | Vincitore                |
| Argento | 2º posto                 |
| Bronzo  | 3º posto                 |
| Verde   | Finito a punti           |
| Blu     | Finito senza punti       |
| Blu     | Non classificato (NC)    |
| Viola   | Ritirato (Rit)           |
| Nero    | Squalificato (SQ)        |
| Nero    | Escluso (ES)             |
| Bianco  | Non ha gareggiato        |
| Bianco  | Iscrizione ritirata (WD) |
| Bianco  | Non partito (NP)         |
| Bianco  | Gara cancellata (C)      |

### Classifiche WRC-3
Come nella precedente stagione il campionato WRC-3 era costituito da sette eventi (a libera scelta) e soltanto i migliori sei risultati vennero conteggiati per la classifica finale.

#### Classifica piloti WRC-3
| Pos. | Pilota                   | MON | SVE | MES   | FRA | ARG | POR | ITA | FIN | GER | TUR   | GBR | SPA | AUS | Punti |
| ---- | ------------------------ | --- | --- | ----- | --- | --- | --- | --- | --- | --- | ----- | --- | --- | --- | ----- |
| 1    | Enrico Brazzoli          | 1   |     |       |     |     |     | 4   |     | 2   |       | 2   | 1   | Rit | 98    |
| 2    | Taisko Lario             | 3   | (8) |       |     |     |     | 2   | 7   | 1   |       | 3   | 2   |     | 97    |
| 3    | Emil Bergkvist           |     | 2   |       | 3   |     | 5   |     | 2   |     | 1     |     |     |     | 86    |
| 4    | Dennis Rådström          |     | 1   |       | 4   |     | 1   |     | Rit |     | 2     |     |     |     | 80    |
| 5    | Jean-Baptiste Franceschi | Rit | 4   |       | 1   |     | 9   | 1   | 3   |     | (Rit) |     |     |     | 79    |
| 6    | Louise Cook              |     |     |       |     |     |     | 3   | NP  | 3   | 9     | 4   | 3   |     | 59    |
| 7    | Tom Williams             |     | 12  | (Rit) | 11  |     | 7   |     | 6   |     | 6     | 1   |     |     | 47    |
| 8    | Callum Devine            |     | 7   |       | 5   |     | Rit |     | 5   |     | 4     |     |     |     | 38    |
| 9    | Ken Torn                 |     | 14  |       | 6   |     | Rit |     | 1   |     | Rit   |     |     |     | 33    |
| 10   | Julius Tannert           |     | 3   |       | 9   |     | 10  |     | 4   |     | Rit   |     |     |     | 30    |
| 11   | Bugra Banaz              |     |     |       | 8   |     | 4   |     | 8   |     | 5     |     |     |     | 30    |
| 12   | Terry Folb               |     | 5   |       | 2   |     | Rit |     | 13  |     |       |     |     |     | 28    |
| 13   | Enrico Oldrati           |     | Rit |       | 14  |     | 2   |     | 9   |     | 8     |     |     |     | 24    |
| 14   | David Holder             |     | 11  |       | 15  |     | 3   |     | 10  |     | 7     |     |     |     | 22    |
| 15   | Amaury Molle             | 2   |     |       | 14  |     |     |     |     |     |       |     |     |     | 18    |
| 16   | Emilio Fernàndez         |     | 9   |       | 10  |     | 11  |     | 15  |     | 3     |     |     |     | 18    |
| 17   | Luca Bottarelli          |     | 10  |       | 7   |     | 6   |     | 12  |     |       |     |     |     | 15    |
| 18   | Jurij Protasov           |     | 6   |       |     |     |     |     |     |     |       |     |     |     | 8     |
| 19   | Umberto Accornero        |     |     |       | 13  |     | 8   |     | 11  |     |       |     |     |     | 4     |

| Colore  | Risultato                |
| ------- | ------------------------ |
| Oro     | Vincitore                |
| Argento | 2º posto                 |
| Bronzo  | 3º posto                 |
| Verde   | Finito a punti           |
| Blu     | Finito senza punti       |
| Blu     | Non classificato (NC)    |
| Viola   | Ritirato (Rit)           |
| Nero    | Squalificato (SQ)        |
| Nero    | Escluso (ES)             |
| Bianco  | Non ha gareggiato        |
| Bianco  | Iscrizione ritirata (WD) |
| Bianco  | Non partito (NP)         |
| Bianco  | Gara cancellata (C)      |

#### Classifica copiloti WRC-3
| Pos. | Copilota          | MON | SVE | MES   | FRA | ARG | POR | ITA | FIN | GER | TUR   | GBR | SPA | AUS | Punti |
| ---- | ----------------- | --- | --- | ----- | --- | --- | --- | --- | --- | --- | ----- | --- | --- | --- | ----- |
| 1    | Luca Beltrame     | 1   |     |       |     |     |     | 4   |     | 2   |       | 2   | 1   | Rit | 98    |
| 2    | Tatu Hämäläinen   | 3   | (8) |       |     |     |     | 2   | 7   | 1   |       | 3   | 2   |     | 97    |
| 3    | Johan Johansson   |     | 1   |       | 4   |     | 1   |     | Rit |     | 2     |     |     |     | 80    |
| 4    | Romain Courbon    | Rit | 4   |       | 1   |     | 9   | 1   | 3   |     | (Rit) |     |     |     | 79    |
| 5    | Stefan Davis      |     |     |       |     |     |     | 3   | NP  | 3   | 9     | 4   | 3   |     | 59    |
| 6    | Phil Hall         |     | 12  | (Rit) | 11  |     | 7   |     | 6   |     | 6     | 1   |     |     | 47    |
| 7    | Ola Fløene        |     | 2   |       | 3   |     |     |     |     |     |       |     |     |     | 33    |
| 8    | Jürgen Heigl      |     | 3   |       | 9   |     | 10  |     | 4   |     | Rit   |     |     |     | 30    |
| 9    | Burak Erdener     |     |     |       | 8   |     | 4   |     | 8   |     | 5     |     |     |     | 30    |
| 10   | Christopher Guieu |     | 5   |       | 2   |     |     |     |     |     |       |     |     |     | 28    |
| 10   | Joakim Sjöberg    |     |     |       |     |     | 5   |     | 2   |     |       |     |     |     | 28    |
| 12   | Kuldar Sikk       |     | 14  |       |     |     | Rit |     | 1   |     | Rit   |     |     |     | 25    |
| 13   | Patrick Barth     |     |     |       |     |     |     |     |     |     | 1     |     |     |     | 25    |
| 14   | Jason Farmer      |     | 11  |       | 15  |     | 3   |     | 10  |     | 7     |     |     |     | 22    |
| 15   | Brian Hoy         |     |     |       |     |     | Rit |     | 5   |     | 4     |     |     |     | 22    |
| 16   | Danilo Fappani    |     | Rit |       | 12  |     | 2   |     | 9   |     |       |     |     |     | 20    |
| 17   | Renaud Herman     | 2   |     |       | 14  |     |     |     |     |     |       |     |     |     | 18    |
| 18   | Joaquin Riquelme  |     | 9   |       | 10  |     | 11  |     | 15  |     | 3     |     |     |     | 18    |
| 19   | Keith Moriarty    |     | 7   |       | 5   |     |     |     |     |     |       |     |     |     | 16    |
| 20   | Manuel Fenoli     |     | 10  |       | 7   |     | 6   |     | 12  |     |       |     |     |     | 15    |
| 21   | Pavlo Čerepin     |     | 6   |       |     |     |     |     |     |     |       |     |     |     | 8     |
| 21   | Ken Järveoja      |     |     |       | 6   |     |     |     |     |     |       |     |     |     | 8     |
| 23   | Maurizio Barone   |     |     |       | 13  |     | 8   |     | 11  |     |       |     |     |     | 4     |
| 24   | Elia De Guio      |     |     |       |     |     |     |     |     |     | 8     |     |     |     | 4     |

| Colore  | Risultato                |
| ------- | ------------------------ |
| Oro     | Vincitore                |
| Argento | 2º posto                 |
| Bronzo  | 3º posto                 |
| Verde   | Finito a punti           |
| Blu     | Finito senza punti       |
| Blu     | Non classificato (NC)    |
| Viola   | Ritirato (Rit)           |
| Nero    | Squalificato (SQ)        |
| Nero    | Escluso (ES)             |
| Bianco  | Non ha gareggiato        |
| Bianco  | Iscrizione ritirata (WD) |
| Bianco  | Non partito (NP)         |
| Bianco  | Gara cancellata (C)      |

#### Classifica squadre WRC-3
| Pos. | Squadra                      | MON | SVE | MES | FRA | ARG | POR | ITA | FIN | GER | TUR | GBR | SPA | AUS | Punti |
| ---- | ---------------------------- | --- | --- | --- | --- | --- | --- | --- | --- | --- | --- | --- | --- | --- | ----- |
| 1    | ACI Team Italia              |     | 3   |     | 2   |     | 1   |     | 5   |     | 3   |     |     |     | 83    |
| 2    | Castrol Ford Team Turkiye    |     |     |     | 3   |     | 3   |     | 4   |     | 1   |     |     |     | 67    |
| 3    | OT Racing                    |     | 4   |     | 1   |     | Rit |     | 1   |     | Rit |     |     |     | 62    |
| 4    | ADAC Sachsen e.V.            |     | 1   |     | 4   |     | 5   |     | 3   |     | Rit |     |     |     | 62    |
| 5    | Equipe de France FFSA Rallye |     |     |     |     |     | 4   | 1   | 2   |     | Rit |     |     |     | 55    |
| 6    | Holder Brother Racing        |     |     |     | 5   |     | 2   |     | 6   |     | 2   |     |     |     | 54    |
| 7    | Go+Cars Atlas Ward           |     | 2   |     |     |     |     |     |     |     |     |     |     |     | 18    |

| Colore  | Risultato                |
| ------- | ------------------------ |
| Oro     | Vincitore                |
| Argento | 2º posto                 |
| Bronzo  | 3º posto                 |
| Verde   | Finito a punti           |
| Blu     | Finito senza punti       |
| Blu     | Non classificato (NC)    |
| Viola   | Ritirato (Rit)           |
| Nero    | Squalificato (SQ)        |
| Nero    | Escluso (ES)             |
| Bianco  | Non ha gareggiato        |
| Bianco  | Iscrizione ritirata (WD) |
| Bianco  | Non partito (NP)         |
| Bianco  | Gara cancellata (C)      |

### Classifiche Junior WRC
Per il JWRC valeva lo stesso sistema di punteggio degli altri campionati con l'aggiunta che ogni equipaggio avrebbe totalizzato un punto in più per ogni prova speciale vinta. L'appuntamento finale in Turchia assegnò punteggio doppio purché i contendenti avessero disputato almeno tre dei quattro eventi precedenti. I punti per la posizione finale in ogni appuntamento vennero assegnati tenendo in considerazione soltanto i migliori quattro risultati ottenuti; regola non valida invece per quelli conquistati a seguito delle speciali vinte, accumulabili in tutti e cinque gli appuntamenti.

#### Classifica piloti JWRC
| Pos. | Pilota                   | SVE   | FRA  | POR   | FIN   | TUR    | Punti |
| ---- | ------------------------ | ----- | ---- | ----- | ----- | ------ | ----- |
| 1    | Emil Bergkvist           | 25    | 3    | (5)10 | 2     | 1      | 128   |
| 2    | Dennis Rådström          | 19    | 4    | 13    | (Rit) | 2      | 110   |
| 3    | Jean-Baptiste Franceschi | 4     | 18   | 9     | 3     | (Rit)7 | 69    |
| 4    | Callum Devine            | 6     | 5    | (Rit) | 5     | 42     | 54    |
| 5    | Ken Torn                 | 124   | 6    | Rit3  | 19    | (Rit)3 | 52    |
| 6    | Bugra Banaz              |       | 8    | 4     | 7     | 5      | 42    |
| 7    | Emilio Fernàndez         | 71    | 10   | 11    | (13)  | 3      | 38    |
| 8    | Julius Tannert           | 3     | 9    | 101   | 4     | (Rit)2 | 33    |
| 9    | David Holder             | 9     | (14) | 3     | 9     | 72     | 33    |
| 10   | Tom Williams             | 10    | (11) | 7     | 6     | 6      | 31    |
| 11   | Terry Folb               | 5     | 2    | Rit   | 12    |        | 30    |
| 12   | Enrico Oldrati           | (Rit) | 12   | 2     | 8     | 8      | 30    |
| 13   | Luca Bottarelli          | 8     | 71   | 61    | 11    |        | 20    |
| 14   | Umberto Accornero        |       | 13   | 8     | 10    |        | 5     |
| 15   | Henri Hokkala            |       |      |       | Rit2  |        | 2     |

#### Classifica copiloti JWRC
| Pos. | Copilota          | SVE | FRA  | POR  | FIN  | TUR    | Punti |
| ---- | ----------------- | --- | ---- | ---- | ---- | ------ | ----- |
| 1    | Johan Johansson   | 19  | 4    | 13   |      | 2      | 110   |
| 2    | Romain Courbon    | 4   | 18   | 9    | 3    | (Rit)7 | 69    |
| 3    | Joakim Sjöberg    |     |      | 510  | 212  |        | 50    |
| 4    | Kuldar Sikk       | 124 |      | Rit3 | 19   | Rit3   | 44    |
| 5    | Burak Erdener     |     | 8    | 4    | 7    | 5      | 42    |
| 6    | Ola Fløene        | 25  | 3    |      |      |        | 38    |
| 7    | Joaquin Riquelme  | 71  | 10   | 11   | (13) | 3      | 38    |
| 8    | Jürgen Heigl      | 3   | 9    | 101  | 4    | (Rit)2 | 33    |
| 9    | Jason Farmer      | 9   | (14) | 3    | 9    | 72     | 33    |
| 10   | Phil Hall         | 10  | (11) | 7    | 6    | 6      | 31    |
| 11   | Christopher Guieu | 5   | 2    | Rit  | 12   |        | 30    |
| 12   | Patrick Barth     |     |      |      |      | 1      | 25    |
| 13   | Brian Hoy         |     |      | Rit  | 5    | 42     | 24    |
| 14   | Danilo Fappani    | Rit | 12   | 2    | 8    |        | 22    |
| 15   | Manuel Fenoli     | 8   | 71   | 61   | 11   |        | 20    |
| 16   | Keith Moriarty    | 6   | 5    |      |      |        | 18    |
| 17   | Ken Järveoja      |     | 6    |      |      |        | 8     |
| 18   | Maurizio Barone   |     | 13   | 8    | 10   |        | 5     |
| 19   | Elia De Guio      |     |      |      |      | 8      | 4     |
| 20   | Kimmo Pahkala     |     |      |      | Rit2 |        | 2     |

| \| Colore \| Risultato \| \| ------- \| ------------------------ \| \| Oro \| Vincitore \| \| Argento \| 2º posto \| \| Bronzo \| 3º posto \| \| Verde \| Finito a punti \| \| Blu \| Finito senza punti \| \| Blu \| Non classificato (NC) \| \| Viola \| Ritirato (Rit) \| \| Nero \| Squalificato (SQ) \| \| Nero \| Escluso (ES) \| \| Bianco \| Non ha gareggiato \| \| Bianco \| Iscrizione ritirata (WD) \| \| Bianco \| Non partito (NP) \| \| Bianco \| Gara cancellata (C) \| Note: x – Indica gli ulteriori punti conquistati in base al numero di prove speciali vinte. Tra parentesi il risultato scartato. |                          |
| Colore | Risultato                |
| Oro | Vincitore                |
| Argento | 2º posto                 |
| Bronzo | 3º posto                 |
| Verde | Finito a punti           |
| Blu | Finito senza punti       |
| Blu | Non classificato (NC)    |
| Viola | Ritirato (Rit)           |
| Nero | Squalificato (SQ)        |
| Nero | Escluso (ES)             |
| Bianco | Non ha gareggiato        |
| Bianco | Iscrizione ritirata (WD) |
| Bianco | Non partito (NP)         |
| Bianco | Gara cancellata (C)      |